# Percepción vegetal
La percepción vegetal es la habilidad de las plantas de percibir estímulos en el entorno y responder a ellos con cambios en su morfología, fisiología o fenotipo. La investigación científica ha demostrado que las formas de vida vegetales son capaces de reaccionar a una enorme variedad de estímulos, incluyendo los físicos, químicos, gravitatorios, sónicos, lumínicos, biológicos, térmicos, atmosféricos, predadores y parasitarios. Estas dinámicas pertenecen al campo de estudio de varias ciencias, entre ellas la neurobiología o gnosofisiología vegetal, la ecología y la biología molecular.
Según estas disciplinas, las plantas poseen una enorme capacidad de percepción y respuesta (relacionadas con el concepto de la cognición vegetal), así como formas rudimentarias de comunicación aérea interindividual basada en ultrasonidos. Este lenguaje es inaudible por el oído humano, pero audible para animales sensibles a las frecuencias cercanas los 20-150 kilohertzios, como los ratones, los murciélagos y otras plantas, incluyendo de otras especies.